# 于海 (指挥家)
于海（1955年3月—），山东日照人，中华人民共和国军旅指挥家，一级指挥，陆军少将军衔，毕业于中央音乐学院、北京大学，1970年考入中国人民解放军军乐团。1990年至2011年7月间任解放军军乐团演奏员、指挥、乐队队长、副团长、团长，现任解放军军乐团音乐总监。他同时也是第十一届、十二届全国政协委员，全国文联委员，中国音协管乐学会主席，中国音乐家协会理事，享受国务院颁发的政府特殊津贴。
于海因曾多次担任国家重大庆典活动的国歌演奏指挥而知名。自2008年当选全国政协委员后，他连续十年都在全国政协会议上提出为国歌立法的提案，成为国歌立法的主要建议人。

## 生平

### 早年生活与教育
于海于1955年3月在山东日照出生，成长于高密，从小喜欢文艺。在小学三、四年级时，他参加了学校宣传队，并开始自学竹笛、口琴、二胡等民族乐器，当时他已经能用一些乐器演奏出语录歌和样板戏片段。幼年的他对音乐的学习和了解主要以自己的摸索为主，之后他的音乐天赋尽显。1968年底，13岁的于海虚报了年龄，报名参加工程兵。虽然他的体检、政审全部通过，但他因未满年龄要求而未被录取。1969年10月，解放军军乐团到山东招生，整个高密只有8个名额。于海因为咳嗽导致肺部有钙化点而没能入选，但由于临县空缺一个名额，他在数天后接到了让他再次体检的通知。后来，当时未满15岁的他顺利通过体检，并凭借他的努力和天赋，成功考入了解放军军乐团。考入解放军军乐团之后，于海才开始正式学习音乐。在离开家乡之前，他完全没有接触过西洋乐器。进入军乐团后，他被老师分配吹奏单簧管。由于当年处于文化大革命时期，解放军军乐团的学员每天只有不到一个小时的专业学习时间，但他也会利用别人休息的时间偷偷练习单簧管，学习视唱练耳和音乐理论。凭借勤奋和悟性，他对西洋乐器的要领有了掌握。在之后的考核中，于海脱颖而出，之后进入了正规和紧张的院校学习阶段。
1978年，解放军军乐团高层决定挑选三个艺术功底良好、艺术感觉聪慧的人学习指挥，于海成为学习指挥的幸运者。此后，他跟随吕蜀中学习指挥技艺，后又从师从黄飞立教授以及黎英海、刘霖等教授，学习乐队指挥与作曲理论。1985年，于海考入中央音乐学院指挥系，随李华德教授进行系统学习，1988年毕业。之后1999年在北京大学艺术学院学习文化管理。

### 演艺生涯

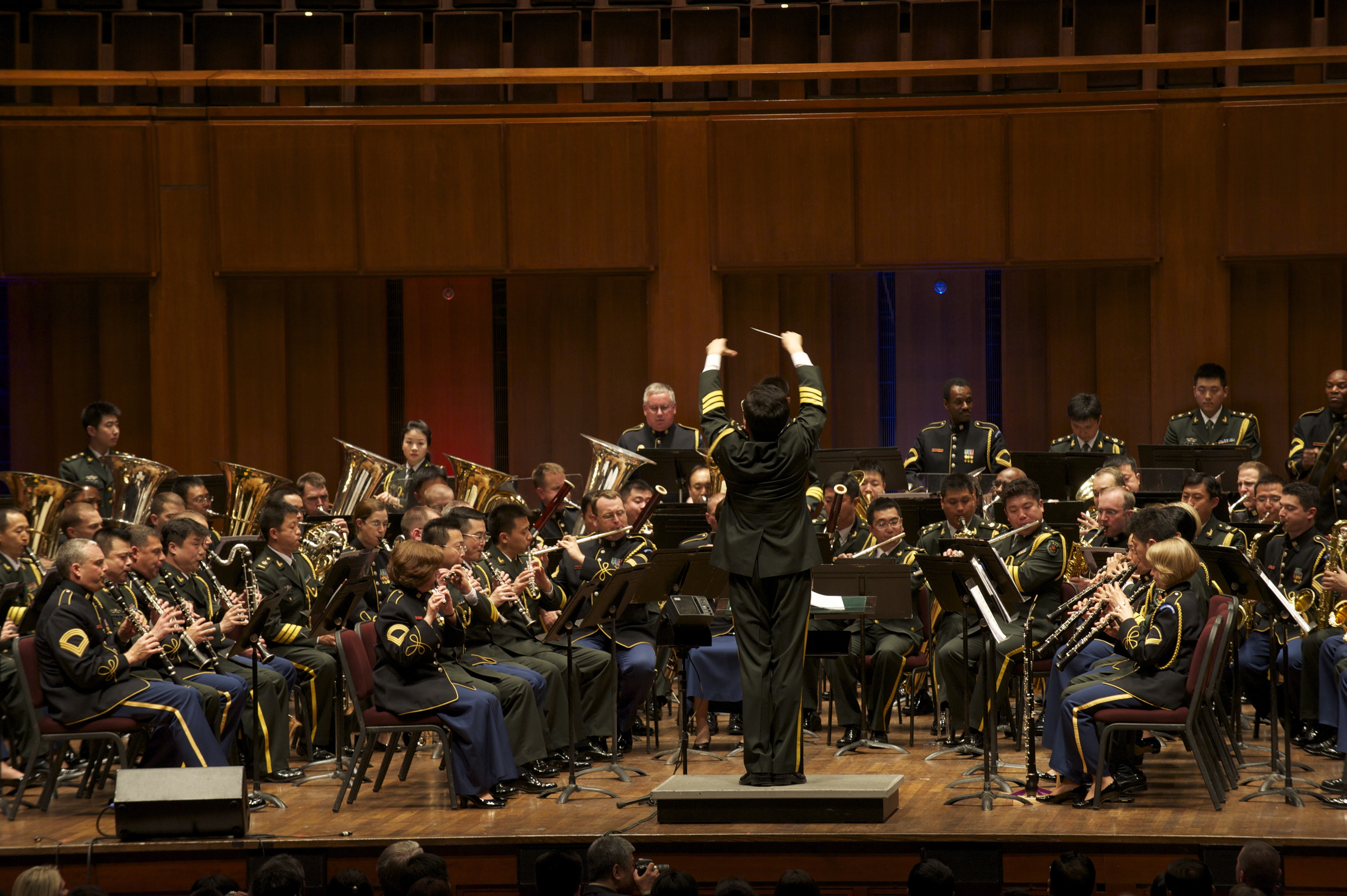
于海于2011年5月16日在美国华盛顿哥伦比亚特区肯尼迪表演艺术中心举行的中美两军军乐队音乐会上任指挥

1970年5月，于海和战友们结束新兵训练，回到军乐团投入紧张的国庆大典训练。在同年10月1日的国庆21周年大典中，他参与演奏了《东方红》乐曲。1984年，于海担任解放军联合军乐团的分指挥，参加了当年国庆大典和阅兵式，受到党和国家领导人邓小平的检阅。此后在国庆50周年、国庆60周年的庆典和大阅兵上，于海不仅分别担任联合军乐团副团长、团长，同时兼任总指挥。在纪念中国人民抗日战争暨世界反法西斯战争胜利70周年大会阅兵式上，上级决定组建一支全部由部队院校学员组成的千人合唱团，于海担任合唱团团长兼总指挥。除阅兵式外，于海还担任了第11届亚运会开幕式大型军乐表演指挥，之后在2008年奥运会开幕式、2010年世界博览会开、闭幕和所有国家馆日的仪式、第16届亚运会开幕式和运动员入场式演奏的指挥。2011年5月，解放军军乐团首次赴美演出，于海任三场巡回演出的指挥。
于海在1990年至2003年3月间，先后任解放军军乐团演奏员、指挥、乐队队长、副团长，2003年3月出任中国人民解放军军乐团团长，至2010年7月不再担任。2004年自办中国音乐家协会管乐学会，并被推举为首任主席。翌年举办“中国首届非职业优秀管乐团队展演”。2010年7月后，他将更多的精力放到推广、普及管乐上，先后在各大高校举办音乐普及讲座，还经常带队在全国各地的部队、学校、机关、厂矿演出，受到热烈欢迎。他还担任解放军艺术系列（音乐专业）资格评审执委、副主任，担任许多全国性音乐比赛的评委，多次赴国外担任国际管乐大赛评委，2010年被教育部聘为全国艺术教育委员会常委。此外，于海也是北京大学、中国人民大学、中央音乐学院等十余所大学的兼职教授，策划了南昌国际军乐节、上海管乐节、中国青岛青少年管乐夏令营等大型活动，并担任艺术总监。

### 政治立场
于海于2008年当选为第十一届全国政协委员，从此进入政界参政，并于2013年连任。
自2008年当选全国政协委员后，他连续十年都在全国政协会议上提出为国歌立法的提案。他在会上表示，近年来国歌的使用出现了一些乱象，如随意改变国歌的速度、情绪；在演唱国歌时嬉笑、打闹；在婚丧、商业活动中播放国歌。还有一些人对国歌作出不尊重、亵渎甚至侮辱的行为，例如被一些人篡改为二奶歌、炒股歌等。而在历史上，国歌经历了几次变动，乐谱版本不统一，在唱奏速度、力度等方面没有统一标准。2017年6月，在《国歌法》草案提交全国人大常委会初审时，于海看到了一位70多岁的老音乐家发现媒体报道中引用的一个国歌曲谱版本有几十处错误的新闻，并表示“这些现象都太不应该了”。他在《中国艺术报》发表文章时还表示当时国歌的教育意识也存在问题。为此，于海认为，国歌是“国家的第一声音、是国家声音的标志”，理应受到法律的保护，所以必须要立法保护国歌。他希望通过立法，把国歌中渗透的“民族精神、爱国主义情结、中国故事”反映出来。2017年9月1日，第十二届全国人民代表大会常务委员会第二十九次会议第三次全体会议表决通过《中华人民共和国国歌法》。在宣布通过后，于海也为此写下了感慨：“国歌中有中国故事，国歌中有民族精神，为我们的国歌终于立法喝彩”。
另外，于海也曾在会上呼吁，要让更多的孩子喜欢管乐艺术。

## 奖项与荣誉
于海于2000年获评为“第四届北京十大杰出青年”，被《音乐周报》评选为2009中国音乐年度人物。2011年被解放军总政治部授予“德艺双馨的名师名家”。

## 评价
1995年11月20日出版的《解放军报》曾以《军中第一青年指挥》为题评价于海，称其“指挥动作朴实大方，适度严谨，柔中有刚，刚中有柔，他的指挥棒运行的点和线之间闪烁着生命的活力与光彩”，被乐评界誉为国内“最具人气和影响力的军旅指挥家”。